# 干し首

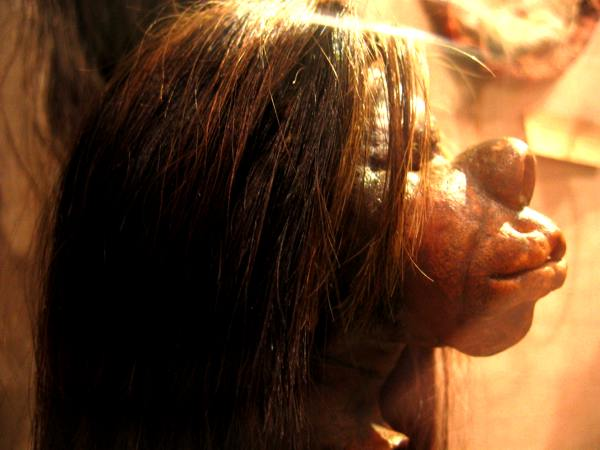
アマゾン川流域上流の部族により制作された干し首。オクスフォードのピット・リヴァーズ博物館所蔵

干し首（ほしくび）とは、装飾用に加工された人間の頭部のことである。
かつては首狩りを実践する多数の部族における風習として干し首が作られていた。もっとも有名な例として、現在のエクアドルとペルーにあたる地域に住んでいたヒバロー族あるいはシュアール族の干し首が挙げられる。シュアール族の間では、干し首はツァンツァの名で呼ばれていた。ニュージーランドのマオリ族のモコモカイなどがある。

## 作り方
干し首の制作過程は、基本として皮膚の乾燥に伴って行われる。まず、犠牲者の頭部から頭蓋骨が抜き取られる。その際、犠牲者の首の背面に切り込みを入れ、全ての皮膚と肉を頭蓋骨から剥ぎ取る。次に、犠牲者の瞼を縫い閉じ、ピンで唇を固定する。頭部の肉からは脂肪がそぎ落とされる。頭部の肉はタンニンを含む様々な薬草入りの熱湯で茹でられ、人間の外貌にとどまるよう制作者が形を整えながら、熱した石と砂で乾燥させる。唇を縫い合わせ、頭部はビーズ、鳥の羽毛、甲虫類の鞘翅などで装飾される。
干し首の特徴は突出した下顎と歪んだ顔面、額の両側面の収縮である。これらは萎縮の過程による産物である。
頭部の収縮の過程は儀式と並行して行われた。この儀式は全共同体による祝宴であるラ・フィエスタ・デ・ラ・ヴィクトリア（スペイン語で「勝利の祝宴」の意味）によって頂点を迎えた。

## 目的

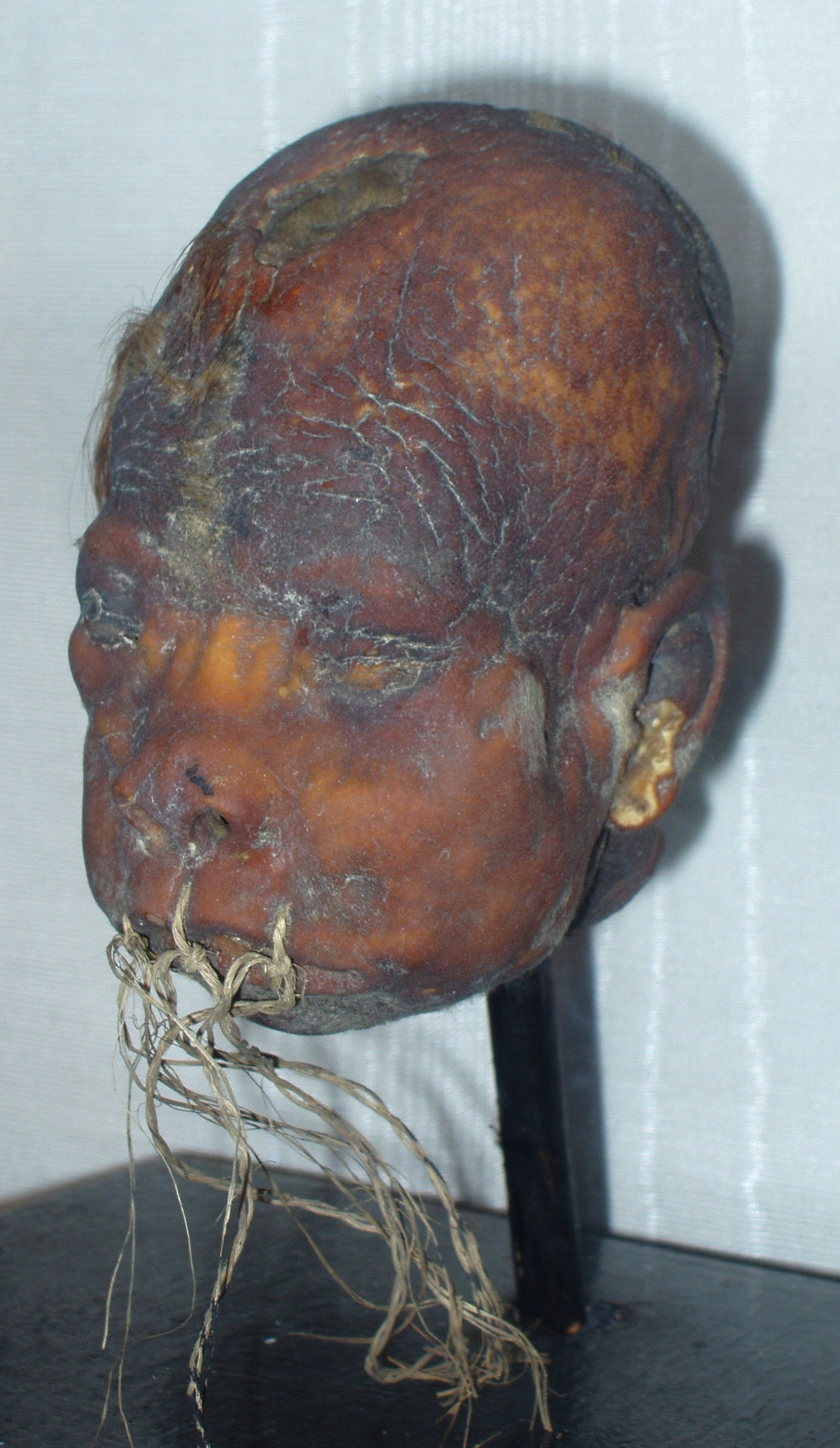
フロリダ州セントオーガスティンのライトナー博物館展示の干し首

本来、干し首の制作は宗教的な意味を持っていた。干し首は敵の霊魂を束縛することで、制作者への奉仕を強制できると信じられていた。ヨーロッパ人との交易用に非宗教的な干し首も作られたが、宗教的な干し首とそうでないものとは明確に区別されていた。
ヒバロー族は以下の三つの根本的な霊魂の存在を信じていた。
- ワカニ - 死後も蒸気となって存続する、人間固有の霊
- アルタム - 「幻影」あるいは「力」の意味。非業の死から人間を保護し、その生存を保障する霊
- ムシアク - アルタムによって守られていた人間が殺害された時に現れる、復讐の霊

復讐の霊であるムシアクの力を妨げるために、ヒバロー族は敵の頭部を切り落とし、干し首にしたという。また、これは敵に対する威嚇としても役立った。
敵の干し首が何らかの理由で作れない時には、サルやナマケモノの頭部で代用品を作ることもあった。
北米ミシシッピ文化のサザン・カルトに関連する支配階層の副葬品、南米のナスカ文化、モチェ文化、ティワナク文化、シカン文化にも宗教的な権威に関連する文脈で干し首を思わせる首級を描いた壁画、レリーフ、土器や織物の文様がみられる。

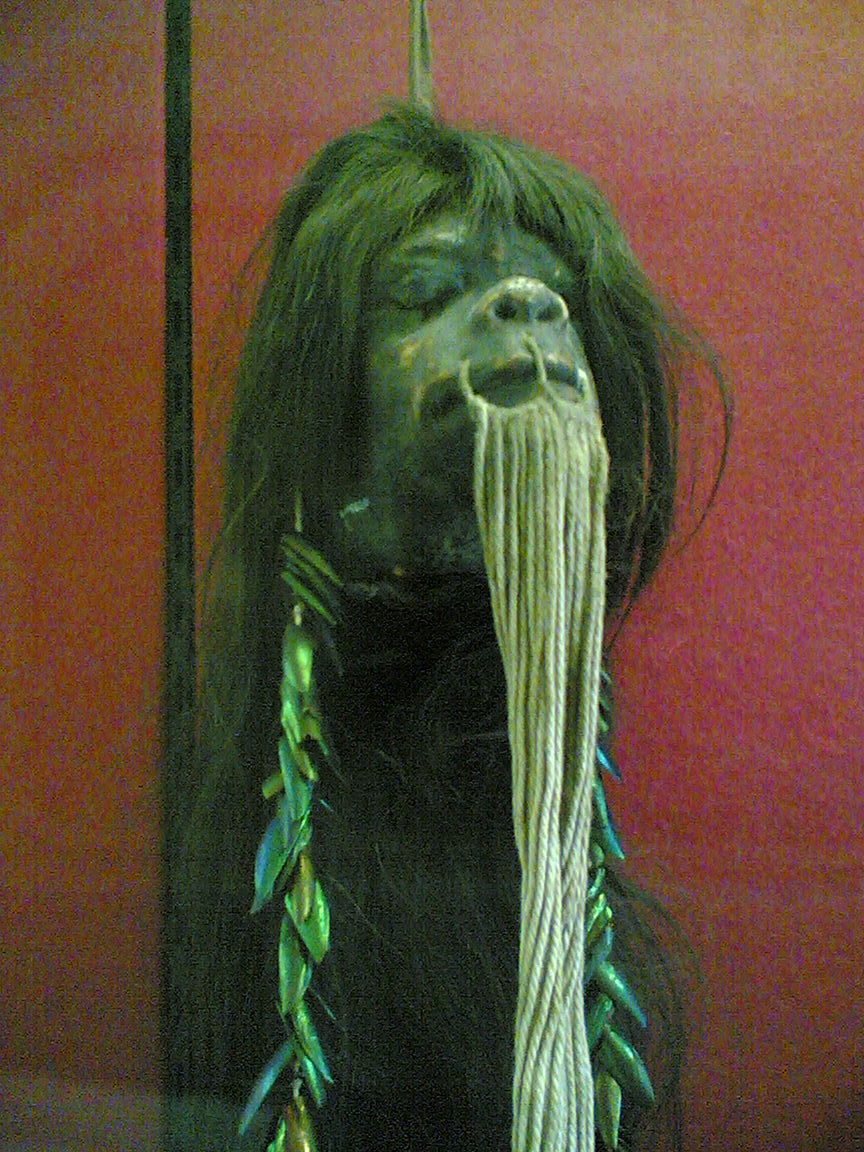
ロンドンのサイエンス・ミュージアム展示の干し首

## 交易
1850年代以降から、ヒバロー族のツァンツァの風習は金を求めて南アメリカ大陸奥地へ進出したヨーロッパ人の知るところとなり、観光客や好事家たちは競ってヒバロー族を相手に干し首の交易を始めた。これらの需要を受け、ヒバロー族は交易を目的とした干し首の制作および他部族との戦争を行うようになる。1930年代には干し首ひとつが約25ドルで取り引きされていた。また、ヒバロー族は干し首を獲得するための戦争に銃器を用いるようになり、必要な銃と弾薬は干し首の交易により白人から入手していた。ペルーおよびエクアドルの政府が干し首の交易を禁止する法律を制定するまで、これらの交易は続いた。この後も好事家のために、ヨーロッパやアフリカ、アジアなど南アメリカ以外の地域にて、病院の医師を抱きこんだ引取り人のない死体による干し首が制作された。
現在では、観光客向けの土産物として、本物の干し首に似せて刻まれた革や獣皮から模造品が作成されている。干し首の模造品はその刺激的な特徴により、ホットロッド・カルチャーの間でも好まれている。ホットロッドの愛好者はしばしば装飾品として、バックミラーからこの模造品をぶら下げている。
干し首が本物であるか否かを見分ける手掛かりの一つが鼻毛の有無である。アメリカ合衆国ワシントン州シアトルにあるイェ・オールド骨董店には、本物の干し首における最大のコレクションとして7体が飾られている。また、同店にはテニスボール大という世界最小の干し首も展示されている。
日本国外務省によると、2009年にエクアドルのモロナ・サンティアゴ県およびパスタサ県において発見された数体の首無し死体について、切断された首はシュアル族に伝わる方法によって干し首にされ、インターネット販売されている可能性があるという。
第二次世界大戦中には、ドイツの強制収容所において囚人の頭部を使用した干し首が作られていたことが報告されている。もっとも有名な報告はブーヘンヴァルト強制収容所におけるもので、そこでは他の囚人を威嚇するために収容所の中央に干し首が掲げられていた。